# East Saint Louis
Pour les articles homonymes, voir Saint-Louis.
East Saint Louis est une ville du comté de Saint Clair, dans l'État de l'Illinois aux États-Unis. Cette ville est située à l'est de la ville de Saint-Louis, dans l'État voisin du Missouri. En 2020, sa population était estimée à 18 649 habitants.
East Saint Louis est une ville pauvre de l'État, surtout depuis le déclin de l'activité industrielle.

## Les émeutes sanglantes de 1917
- East Saint Louis connut, le 2 juillet 1917, les émeutes raciales contre les Noirs les plus sanglantes de l’histoire des États-Unis.

## Personnalités liées à la ville
- Walter J. Boyne (1929-2020), pilote militaire et écrivain prolifique, y est né.
- Jimmy Connors (1952-), joueur de tennis, y est né.
- Miles Davis (1926-1991), musicien de jazz, y a grandi.
- Al Joyner (1960-), champion olympique du triple saut, y est né.
- Jackie Joyner-Kersee (1962-), triple championne olympique en athlétisme.